# Луна Соломон
Луна Соломон (англ. Luna Solomon; род. 1 января 1994, Эритрея) — эритрейский спортивный стрелок. Участница летних Олимпийских игр  2020 и 2024 годов.

## Биография
Луна Соломон родилась 1 января 1994 года в Эритрее.
В 2015 году покинула Эритрею и поселилась в Швейцарии, получив статус беженки. По словам Соломон, к этому решению её привело отсутствие свободы на Родине.
В Швейцарии стала заниматься стрелковым спортом в рамках проекта Make a Mark, основанного итальянским стрелком, трёхкратным олимпийским чемпионом Никколо Камприани, который стал её тренером. До этого Соломон не знала этого вида спорта, который слабо распространён в Эритрее.
В 2020 году вошла в состав сборной беженцев на летних Олимпийских играх в Токио. В стрельбе из пневматической винтовки с 10 метров заняла последнее, 50-е место, набрав в квалификации 605,9 балла и уступив 22,6 балла худшим из попавших в финал Нине Кристен из Швейцарии и Анастасии Галашиной из России.
Живёт в Лозанне.

## Семья
В 2020 году родила сына.